# Stephostethus setosus
Stephostethus setosus es una especie de coleóptero de la familia Latridiidae.

## Distribución geográfica
Habita en Fujian (China).